# The A Word
The A Word è una serie televisiva britannica creata da Peter Bowker. Segue le vicende di un bambino cui vengono diagnosticati disturbi dello spettro autistico e le ripercussioni sulla vita familiare e scolastica. 
The A Word è basata sulla serie israeliana Yellow Peppers (Pilpelym Tzehubym) creata da Keren Margalit.
La prima stagione, composta da sei episodi, è stata trasmessa da BBC One dal 22 marzo al 26 aprile 2016. Nel maggio 2016 è stata annunciata la produzione della seconda stagione, con una terza annunciata per la messa in onda nel 2020.
A partire dal 9 novembre 2022 viene resa disponibile su suolo italiano sulla piattaforma streaming Disney+.
Dal 5 ottobre 2022, lo spin off, Ralph & Katie, è stato trasmesso sulla BBC ed è disponibile in Italia su Disney+.

## Trama
Joe Hughes è un bambino di cinque anni che mostra chiari segni di problemi di comunicazione e si isola costantemente ascoltando musica pop attraverso grandi cuffie blu e nere. Ha una conoscenza enciclopedica delle canzoni che ascolta e canta accuratamente insieme ai testi. I suoi genitori, Alison e Paul, sembrano ignari del disturbo e si chiedono perché Joe venga ostracizzato da altri bambini della sua stessa età. Tuttavia, il nonno di Joe, Maurice, scopre in seguito che Alison e Paul lo hanno portato in ospedale per i suoi problemi di comunicazione.
Gli altri membri della famiglia sanno che c'è un problema, tuttavia, i loro tentativi di intervenire incontrano l'ostruzione da parte dei genitori di Joe. Dopo aver inizialmente creduto che Joe avesse problemi di udito, il loro medico di base indirizza Joe a uno specialista che lo diagnostica come autistico.
La serie segue le vicissitudini della famiglia, inclusa la figlia maggiore Rebecca (che si sente invisibile), gli zii Eddie e Nicola (che stanno affrontando i propri problemi relazionali) e il burbero nonno Maurice, e le loro vicissitudini nel piccolo paese montano in cui vivono.

## Personaggi e interpreti
- Joe Hughes, interpretato da Max Vento. Un bambino con disturbi dello spettro autistico appassionato di musica pop.
- Paul Hughes, interpretato da Lee Ingleby. Il padre di Joe, un ristoratore che ha recentemente avviato una propria attività di gastropub.
- Alison Hughes, interpretata da Morven Christie. La apprensiva madre di Joe ed una ristoratrice responsabile del Daffodils Café.
- Rebecca Hughes, interpretata da Molly Wright. La sorella maggiore di Joe da una precedente relazione della madre.
- Eddie Scott, interpretato da Greg McHugh. Zio materno di Joe. Torna a lavorare nella ditta di famiglia per riprendersi dal tradimento della moglie.
- Nicola Daniels, interpretata da Vinette Robinson (s. 1–2). Ex-moglie di Eddie e zia di Joe, è una dottoressa che si trasferisce in paese per cercare di recuperare i rapporti con Eddie dopo averlo tradito.
- Maurice Scott, interpretato da Christopher Eccleston. Il burbero nonno materno di Joe. Proprietario del locale birrificio artigianale sempre pronto ad intromettersi nella vita privata dei propri familiari.

### Comprimari
- Louise Wilson, interpretata da Pooky Quesnel. Maestra di canto di Maurice ed in seguito sua compagna.
- Ralph Wilson, interpretato da Leon Harrop. Il figlio di Louise affetto da sindrome di Down. Lavora dapprima come volontario del traffico e poi come operaio al birrificio.
- Tom Clarke, interpretato da Matt Greenwood. Il migliore amico di Rebecca.
- Luke Taylor, interpretato da Thomas Gregory. Ex-ragazzo di Rebecca durante la prima serie.
- Dottor Graves, interpretato da Daniel Cerqueira. Medico di famiglia degli Hughes nonché datore di lavoro di Nicola.
- Terry Norris, interpretato da George Bukhari. Dipendente di Alison e Paul al Daffodils Café ed in seguito al gastropub.
- David Nowak, interpretato da Adam Wittek. Operaio al birrificio.
- Pavel Kaminski, interpretato da Tommie Grabiec. Operaio al birrificio.
- Maya Petrenko, interpretata da Julia Krianke. La babysitter di Joe durante la prima serie ed una delle poche persone con cui il bambino ha legato emotivamente.
- Maggie White, interpretata da Lisa Millet. Logopedista di Joe nella prima serie.
- Stuart, interpretato da Ralf Little. Il padre biologico di Rebecca.
- Vincent Daniels, interpretato da Jude Akuwudike. Padre di Nicola e reverendo di una congregazione.
- Grace Daniels, interpretata da Clare Holman. Madre di Nicola.
- James Throne, interpretato da Aaron Pierre. Compagno di Rebecca.
- Heather, interpretata da Julie Hesmondhalgh. Insegnante di Joe.
- Jean, interpretata da Krissi Bohn. Assistente sociale di Ralph.
- Sophie Berwick, interpretata da Lucy Gaskell. Cameriera al gastropub degli Hughes.
- Mark Berwick, interpretato da Travis Smith. Figlio di Sophie affetto da disturbi dello spettro autistico.
- Katie Thorne, interpretata da Sarah Gordy. Moglie di Ralph Wilson, anche lei affetta da sindrome di Down.
- Steve Thorne, interpretato da Nigel Betts. Padre di Katie.
- Clare Thorne, interpretata da Sherry Baines. Madre di Katie.
- Olly Chapman, interpretato da Austin Haynes. Amico di Joe.

## Produzione
Il drammaturgo e sceneggiatore britannico Peter Bowker ha attinto alle proprie esperienze e osservazioni come insegnante e con la sua famiglia per scrivere The A Word. L'attivista Deborah Brownson è stata consulente della produzione.
Le riprese si sono svolte a partire da ottobre 2015 nella contea della Cumbria, in Inghilterra, specificatamente nelle località del Lake District, tra cui Keswick, Broughton-in-Furness, Coniston, Thirlmere Reservoir, e nello studio televisivo The Space Project a Manchester.
Il 24 maggio 2019 è stato annunciato dalla BBC, e successivamente tramite pubblicazioni sulla stampa e sui social media, che una terza serie era in produzione. I membri del cast fisso dalle precedenti due serie includevano Christopher Eccleston, Morven Christie, Lee Ingleby, Max Vento, Molly Wright, Greg McHugh, Pooky Quesnel, Matt Greenwood e Leon Harrop. Si sono uniti al cast come nuovi arrivati Julie Hesmondhalgh, Sarah Gordy e David Gyasi.

## Episodi
| Stagione         | Episodi | Prima TV Regno Unito | Prima TV Italia |
| ---------------- | ------- | -------------------- | --------------- |
| Prima stagione   | 6       | 2016                 | 2022            |
| Seconda stagione | 6       | 2017                 | 2022            |
| Terza stagione   | 6       | 2020                 | 2022            |

## Opere derivate
Nell'agosto 2020 è stato annunciato che la BBC aveva commissionato una serie spin-off, dal titolo Ralph & Katie, che seguiva la vita matrimoniale dei due giovani introdotti, rispettivamente, nella prima e terza serie di The A Word come personaggi secondari. La serie, costituita da sei puntate da mezz'ora ciascuna, comprende un team di sceneggiatori composto prevalentemente da persone con disabilità. La serie spin-off è stata trasmessa ad ottobre e novembre 2022, con tutti gli episodi disponibili come cofanetto su BBC iPlayer. La serie sarà disponibile anche su Disney+ in alcune nazioni europee, inclusa l'Italia.